# Матье Эльзасский
Матье́ Эльза́сский (фр. Mathieu d'Alsace; около 1137 — 25 июля 1173, Нёшатель-ан-Бре в Нормандии, Франция) — граф Булони c 1160 года, второй сын графа Фландрии Тьерри Эльзасского и графини Сибиллы Анжуйской.

## Биография
Приходился внуком по матери королю Иерусалима Фульку V, по отцу — Тьерри II, герцогу Лотарингии.
Благодаря браку с дочерью английского короля Стефана Блуаского — Марией Булонской (1136—1182) из дома де Блуа-Шампань — в 1160 году стал графом Булони. В 1169 году их брак был расторгнут. Несмотря на официальное аннулирование брака в 1170 году, Матье не утратил титул графа Булонского и носил его до самой смерти.
В 1164—1166 годах вместе со старшим братом Филиппом I, управлявшим Фландрией во время отсутствия отца Тьерри, вступил в конфликт с графом Голландии Флорисом III, притеснявшим фландрских купцов. Участвовал в командовании армией в походе на владения Флориса.
Был сторонником Генриха Молодого, за что получил от него земельные наделы в Англии.
Погиб в 1173 году, смертельно раненый арбалетным болтом при осаде Дринкура (ныне Нёшатель-ан-Бре), в ходе восстания сыновей против английского короля Генриха II Плантагенета и последовавшей за ним гражданской войны. Ему наследовала старшая дочь Ида Булонская.

## Потомки
Дети Матье и Марии Булонской:
- Ида Булонская (ум. 1216), графиня Булони (с 1173), замужем первым браком (1181) за Герхардом Гелдернским (ум. 1181/1182), сыном Генриха I, графа Гелдерна и Зютфена; вторым браком (1183) замужем за Бертольдом IV (ум. 1186), герцогом Церингенским; третьим браком (1190) замужем за Рено де Даммартеном (ум. 1217), впоследствии графом Омальским и графом де Мортен, соратником, а позднее противником французского короля Филиппа II. Первые два брака Иды оказались бездетными, от Рено де Даммартена у неё была дочь Матильда (ум. 1260), которая унаследовала Булонское графство после смерти отца.
- Матильда Булонская (1170—1210), замужем (1179) за Генрихом I (ум. 1235), герцогом Брабанта. Матильда и Генрих I Брабантский имели нескольких детей. Их дочь Аделаида в 1260 г. была признана наследницей Булонского графства после пресечения потомства Иды Булонской.